# Cerophysa siamensis
Cerophysa siamensis es un coleóptero de la familia Chrysomelidae.
Fue descrita científicamente en 1905 por Jacoby.